# الأرشيف الفيدرالي الألماني
الأرشيف الفيدرالي الألماني (بالألمانية: Bundesarchiv) هو الأرشيف الوطني في ألمانيا تأسس في كوبلنس عام 1952.
يتبع «وزارة الثقافة» (اعتبارًا من عام 2014)، وقبل عام 1998، كان تابعًا لوزارة الداخلية الاتحادية.
وبلغت ميزانية المؤسسة عام 2009 مبلغ 54.6 مليون أورو.

## التبرع لويكيبيديا
تبرع الأرشيف الفيدرالي الألماني بـ100,000 صورة لويكيبيديا، حيث وقع اتفاق بين فرع ويكيبيديا في ألمانيا والأرشيف الوطني، لتوضع الصور برخصة التشارك الإبداعي.

## وصلات خارجية
- الأرشيف الفيدرالي الألماني